# 桑村猪平
桑村 猪平（くわむら いへい、1851年5月（嘉永4年4月）- 1925年（大正14年）7月6日）は、日本の政治家。元徳島市長。徳島県徳島市佐古出身。

## 経歴
1851年（嘉永4年）、阿波国・佐古台所町（現在の徳島市佐古）に生まれた。
1876年（明治9年）、第一大区（後の名東郡）二等副戸長に就任。1878年（明治11年）に佐古村戸長兼学区取締に就任。1889年（明治22年）、徳島市収入役に就任。1890年（明治23年）、同市助役となる。1902年（明治35年）に徳島市長に就任し1906年（明治39年）まで務めた。
1925年（大正14年）7月6日、没する。